# Kenny Owens
Kenny Owens (* in Arkansas), auch als Kenny Owen bekannt, ist ein US-amerikanischer Rockabilly-, Rock-’n’-Roll- und Country-Musiker. Owens war in den 1950er- und 1960er-Jahren vor allem in seinem Heimatstaat Arkansas bekannt.

## Leben
Owens wurde auf einer Farm in Arkansas geboren und wuchs als eines von acht Kindern in ärmlichen Verhältnissen auf. Bereits als Kind kam er mit Musik in Berührung und erlernte früh, Gitarre zu spielen. Obwohl er anfänglich in verschiedenen Berufen arbeitete, spielte Musik immer eine Rolle in seinem Leben und in den 1950er Jahren begann er, sich professionell als Musiker zu versuchen.
Mit dem Siegeszug des Rock’n’Rolls kam auch Owens erste Chance für Plattenaufnahmen. Für Lois Krefetz’ Poplar-Label aus New York City spielte er als Kenny Owen seine erste Single I Got the Bug / High School Sweater ein. Für Ruth Records folgte Frog Man Hop / Come Back Baby, die später für Reka Records aus Arkansas erneut eingespielt wurde. In den nächsten Jahren erschienen von Owens weitere Singles, darunter die Johnny-Cash-Cover Hey, Porter und Ballad of a Teenage Queen. In den 1960er-Jahren leitete er sein eigenes Label Ork Records und konnte sich in Arkansas eine hohe Popularität aufbauen. In Jonesboro, Arkansas, hatte Owens in den späten 1960er-Jahren auf KAIT seine eigene Fernsehshow und nahm 1970 mit Larry Donns Band in Wayne Raneys Studio in Concord das Album Kenny Owens & the Road Travellers with Mid-American Music auf, dass er auf seinen Konzerten verkaufte.
Bis heute wurden Owens’ Aufnahmen vielfach auf Kompilationen wiederveröffentlicht, darunter 1979 zum ersten Mal auf der deutschen Eagle-LP Something Special=Billy und ein Jahr später in den Niederlanden auf der White-Label-LP Rock from Arkansas.

## Diskografie

### Singles
| Jahr                    | Titel                                       | Label #            |
| ----------------------- | ------------------------------------------- | ------------------ |
| 1958                    | I Got the Bug /High School Sweater          | Poplar 45-106      |
|                         | Frog Man Hop / Come Back Baby               | Ruth 441/2         |
| 1964/1965               | Come Back Baby /Wrong Line                  | Reka 401           |
| 1965/1966               | Oh How I Miss You /Traveling on Her Mind    | Alley 1028         |
| 1969 (?)                | Hey Porter /Ballad of the Teenage Queen [!] | Ork OS35           |
| 1969                    | Long Lost John /That Big Ole' Moon          | Ork #OS-35         |
| Unveröffentlichte Titel |                                             |                    |
|                         | - Crazy for Your Love                       | [Status unbekannt] |

### Alben
- 1970: Kenny Owens & the Road Travellers with Mid-American Music (Ork, mit Larry Donn)